# 1786 en santé et médecine
| Années de la santé et de la médecine : 1783 - 1784 - 1785 - 1786 - 1787 - 1788 - 1789    |
| Décennies de la santé et de la médecine : 1750 - 1760 - 1770 - 1780 - 1790 - 1800 - 1810 |

Cet article présente les faits marquants de l'année 1786 en santé et médecine.

## Publications
- Joseph Jacob von Plenck (1738-1807) : Pharmacologie chirurgicale, ou, science des médicaments externes et internes, requis pour guérir les maladies chirurgicales : suivie d'un traité de pharmacie relatif à la préparation et à la composition des médicaments.
- Félix Vicq d'Azyr (1748-1794) : Traité d'anatomie et de physiologie, avec des planches coloriées représentant au naturel les divers organes de l'homme et des animaux, Paris, de l'imprimerie de Franç. Amb. Didot l'aîné, 1786, 1re éd., 111 p. (lire en ligne sur Gallica).
- Claude Boniface Collignon (17..-1819), L’Avant-coureur du changement du monde entier par l’aisance, la bonne éducation et la prospérité générale de tous les hommes ou Prospectus d’un mémoire patriotique sur les causes de la grande misère qui existe partout et sur les moyens de l’extirper radicalement, Paris.

## Naissances
- 25 mars : Angiolo Nespoli (it) (mort en 1839), médecin italien.
- 16 avril : Thomas Sewall (en) (mort en 1845), médecin américain.
- 25 avril : Jacques de Lens (mort en 1846), médecin français.
- 24 mai : Francesco Mondini (it) (mort en 1844), médecin anatomiste italien.
- 30 juillet : Antonio Alessandrini (mort en 1861), médecin italien.
- 7 décembre : Robert Graham (mort en 1845), médecin et botaniste britannique.

Date non précisée
- Barry Edward O'Meara (mort en 1836), chirurgien irlandais.

## Décès
- 5 janvier : François Bonamy (né en 1710), médecin et botaniste français.
- 5 octobre : Johann Gottlieb Gleditsch (né en 1714), médecin et naturaliste allemand.
- 18 octobre : Alexander Wilson (né en 1714), chirurgien, mathématicien et météorologue écossais[1].
- 10 novembre :  John Hope (né en 1725), médecin et botaniste écossais.
- 17 novembre : John Eliot (né en 1736), médecin écossais.
- 28 décembre : Giovanni Della Bona (it) (né en 1712), médecin italien.